# Augustinus Tumaole Bane
Augustinus Tumaole Bane (Motsistseng, 14 agosto 1947) è un vescovo cattolico lesothiano, dal 28 febbraio 2025 vescovo emerito di Leribe.

## Biografia
Augustinus Tumaole Bane a Motsistseng, nel distretto di Mokhotlong e nella diocesi di Qacha's Nek, il 14 agosto 1947.

### Formazione e ministero sacerdotale
Il 6 gennaio 1970 è entrato nel noviziato dei missionari oblati di Maria Immacolata a Quthing. Il 6 gennaio dell'anno successivo ha emesso la prima professione. Ha completato gli studi ecclesiastici presso lo scolasticato "Mater Jesu" di Roma (Maseru).
Il 23 gennaio 1977 è stato ordinato presbitero. In seguito è stato assistente parrocchiale nelle missioni di Mamohau e Lagheto dal 1977 al 1978; parroco di Sekake dal 1978 al 1984; parroco di Aurey e Montmarte dal 1984 al 1987; vicario provinciale della sua congregazione dal 1988 al 1990 e parroco della missione di San Giacomo a Mokhotlong dal 1990 al 1993. Tra il 1993 e il 1994 ha trascorso un anno sabbatico presso l'Università Gonzaga a Spokane, negli Stati Uniti d'America. Tornato in patria è stato superiore dello scolasticato "Mater Jesu" di Roma (Maseru) dal 1995 al 1999; di nuovo vicario provinciale della sua congregazione dal 1999 al 2003 e di nuovo superiore dello scolasticato "Mater Jesu" di Roma (Maseru) dal 2004.

### Ministero episcopale
Il 30 giugno 2009 papa Benedetto XVI lo ha nominato vescovo di Leribe. Ha ricevuto l'ordinazione episcopale il 19 settembre successivo dal vescovo emerito di Leribe Paul Khoarai, co-consacranti il vescovo di Qacha's Nek Evaristus Thatho Bitsoane e l'arcivescovo emerito di Maseru Bernard Mohlalisi.
Nell'aprile del 2015 ha compiuto la visita ad limina.
Dal 2019 è presidente della Conferenza dei vescovi cattolici del Lesotho.
Il 28 febbraio 2025 papa Francesco ha accolto la sua rinuncia, presentata per raggiunti limiti di età, al governo pastorale della diocesi di Leribe; gli è succeduto Vitalis Sekhonyana Marole, parroco nell'arcidiocesi di Pretoria.

## Genealogia episcopale
La genealogia episcopale è:
- Cardinale Scipione Rebiba
- Cardinale Giulio Antonio Santori
- Cardinale Girolamo Bernerio, O.P.
- Arcivescovo Galeazzo Sanvitale
- Cardinale Ludovico Ludovisi
- Cardinale Luigi Caetani
- Cardinale Ulderico Carpegna
- Cardinale Paluzzo Paluzzi Altieri degli Albertoni
- Papa Benedetto XIII
- Papa Benedetto XIV
- Papa Clemente XIII
- Cardinale Marcantonio Colonna
- Cardinale Giacinto Sigismondo Gerdil, B.
- Cardinale Giulio Maria della Somaglia
- Cardinale Carlo Odescalchi, S.I.
- Cardinale Costantino Patrizi Naro
- Cardinale Serafino Vannutelli
- Cardinale Domenico Serafini, Cong.Subl. O.S.B.
- Cardinale Pietro Fumasoni Biondi
- Arcivescovo Martin Lucas, S.V.D.
- Cardinale Owen McCann
- Arcivescovo Alfonso Liguori Morapeli, O.M.I.
- Vescovo Paul Khoarai
- Vescovo Augustinus Tumaole Bane, O.M.I.